# نوبوهیکو مورینو
نوبوهیکو مورینو (انگلیسی: Nobuhiko Morino؛ زادهٔ ۱۷ مارس ۱۹۷۰) آهنگساز اهل ژاپن است.